# Lourdes Beneria
Lourdes Beneria i Farré (Valle de Bohí, 8 de octubre de 1937) es una catedrática emérita en el Departamento de Planificación Urbana y Regional de la Universidad de Cornell (Ithaca, Nova York). Es considerada una de las especialistas en estudios de economía y género vinculados al desarrollo y a la globalización y una de las pioneras en aplicar la teoría crítica feminista a los análisis de la economía y sus efectos en las condiciones de vida de las personas. También fue una de las primeras investigadoras en llamar la atención sobre la posición laboral de las mujeres y la desigualdad de género.

## Biografía
Lourdes Beneria nació en Valle de Bohí, en la provincia de Lérida en Cataluña, España. Beneria se licenció en Economía en la Universidad de Barcelona en 1961; y se doctoró en Economía por la Universidad de Columbia en 1975.
Ha sido profesora en la Universidad de Rutgers y ha dado cursos en centros internacionales. Llegó a la OIT en 1979, donde trabajó dos años y donde se dio cuenta de que las estadísticas de trabajo no reflejaban el trabajo de las mujeres. Ha colaborado con otras organizaciones de la ONU como UNIFEM y PNUD y con varias organizaciones civiles.
Ha formado parte de asociaciones internacionales como la IAFFE (Association for Feminist Economics), de la que fue presidenta los años 2003-2004. Ha publicado decenas de libros y artículos científicos y de divulgación, siempre con el objetivo de poner en valor una aproximación feminista a la economía. Este trabajo desarrollado durante varias décadas le ha valido varios reconocimientos.

## Premios y reconocimientos
- 2000 Premio Cook Award, Universidad de Cornell.[8]
- 2002 Medalla Narciso Monturiol por sus aportes de toda la vida al trabajo científico, por parte del Departamento de Cultura de la Generalidad de Cataluña, España.[5]
- 2016 Medalla al trabajo Presidente Macià y Placa al trabajo Presidente Macià.[9]
- 2017 VIII Premio Isabel de Villena de Igualdad del Ayuntamiento de Cuart de Poblet en 2017.[10][11]
- 2018 Premio Cruz de Sant Jordi, Generalidad de Cataluña.[5]
- 2021 Doctora Honoris Causa de la Universidad de Lérida[12][13]
- 2022 Doctora honoris causa por la Universidad Rovira i Virgili, https://www.urv.cat/es/universidad/conocer/personas/honoris-causa/lourdes-beneria/

## Publicaciones

### Libros
- Benería, Lourdes; Stimpson, Catharine R. (1987). Women, households, and the economy. New Brunswick NJ, USA: Rutgers University Press. ISBN 9780813512648.
- Benería, Lourdes (1982). Women and development - the sexual division of labor in rural societies: a study. Nueva York, NY, USA: Praeger. ISBN 9780030618024.
- Benería, Lourdes (1987). The crossroads of class & gender: industrial homework, subcontracting, and household dynamics in Mexico City. Chicago, IL, USA: University of Chicago Press. ISBN 9780226042329.
- Benería, Lourdes; Feldman, Shelley (1992). Unequal burden: economic crises, persistent poverty, and women's work. Boulder, CO, USA: Westview Press. ISBN 9780813382296.
- Benería, Lourdes; Bisnath, Savitri (2001). Gender and development: theoretical, empirical, and practical approaches. Cheltenham, UK y Northampton, MA, USA: Edward Elgar Pub. ISBN 9781840641943.
- Benería, Lourdes (2003). Gender, development, and globalization: economics as if all people mattered. Nueva York, NY, USA: Routledge. ISBN 9780415927079.
- Benería, Lourdes; Bisnath, Savitri (2004). Global tensions: challenges and opportunities in the world economy. Nueva York, NY, USA: Routledge. ISBN 9780415934411.
- Benería, Lourdes; Permanyer, Iñaki (2010). The measurements of socio-economics gender inequality revisited. Oxford, UK y Malden, MA, USA: Blackwell Publishing.
- Benería, Lourdes; May, Ann Mari; Strassmann, Diana L. (2011). Feminist economics. Cheltenham, UK y Northampton, MA, USA: Edward Elgar. ISBN 9781843765684.

### Capítulos en libros
- Benería, Lourdes (2009), «From "harmony" to "cooperative conflicts": Amartya Sen's contribution to household theory»,  en Kanbur, Ravi; Basu, Kaushik, eds., Arguments for a better world: essays in honor of Amartya Sen | Volume II: Society, institutions and development, Oxford New York: Oxford University Press, pp. 202-218, ISBN 9780199239979..